# Потижская Слобода
Потижская Слобода — село в Кадошкинском районе Мордовии в составе Латышовского сельского поселения.

## География
Находится на расстоянии примерно 6 километров по прямой на юг от районного центра города Кадошкино.

## История
Возникло в 1640-х годах. Каменная Михаило-Архангельская церковь была построена в 1817 году, обновлена и переделана в 1887 году.

## Население
| 2002 | 2010 |
| ---- | ---- |
| 51   | ↘28  |

Постоянное население составляло 51 человек (русские 96 %) в 2002 году, 28 в 2010 году.